# Mitsuo Kamata
Mitsuo Kamata (鎌田 光夫, Kamata Mitsuo, né le 16 décembre 1937 dans la préfecture d'Ibaraki au Japon) est un footballeur japonais.